# Shakti Kapoor
Shakti Kapoor (ur. 3 września 1958 w Bombaju, Indie) – bollywoodzki aktor, znany z ról komediowych i negatywnych. U boku aktora komediowego Kader Khana zagrał w ponad 100 filmach. zadebiutował w 1972 zagrał w 413 filmach. Często nominowany do Nagrody Filmfare dla Najlepszego Aktora Komediowego, otrzymał ją za rolę w filmie David Dhawana Raja Babu.
Żonaty, ma dwoje dzieci.

## Wybrana filmografia
- Jaani Dushman (1979)
- Aasha (1980) – Mr. Shakti
- Qurbani (1981) – Vikram Singh
- Hero – Jimmy Thapa
- Karma (1986) – Jagga/Jolly
- Dance Dance (1987) – Resham
- Pyar Ka Mandir (1988) – Dilip
- Mujrim (1989) – Chandan
- Khiladi (1992) – Suresh Malhotra
- Aankhen (1993) – Tejeshwar
- Raja Babu (1994) – Nandu
- 'Khoja Babu  (1995) – wzruszająca historia bengalskiego chłopca żyjącego w Hajdarabadzie
- Main Khiladi Tu Anari (1994) – Goli
- Jallaad (1995) – Shakti Jackson
- Judwaa (1997) – Rangeela
- Prithvi (1997) -
- Hero Hindustani (1998) – Cadbury
- Hum Saath-Saath Hain: We Stand United (1999) – Anwar
- Jaanwar (1999) – Sultan
- Har Dil Jo Pyar Karega (2000) – Abdul's uncle
- Zubeidaa (2001) – Dance Master Hiralal
- Ek Rishtaa: The Bond of Love (2001) – Ladoo Mama
- Haan Maine Bhi Pyaar Kiya (2002) – Chinni
- Talaash: The Hunt Begins... (2003) – Upadhyay
- Hungama (2003) – Teja Bhai
- Dosti: Friends Forever (2005) – Bharucha
- Bhagam Bhag (2006) – Guru